# Pierszaje (gmina)
Pierszaje – dawna gmina wiejska istniejąca do 1939 roku w woj. nowogródzkim. Siedzibą gminy były Pierszaje (białoruski: Пяршаі; angielski: Pershai) (361 mieszk. w 1921 roku).
Początkowo gmina należała do powiatu mińskiego. 12 grudnia 1920 r. została przyłączona do nowo utworzonego powiatu stołpeckiego pod Zarządem Terenów Przyfrontowych i Etapowych. 19 lutego 1921 r. wraz z całym powiatem weszła w skład nowo utworzonego województwa nowogródzkiego. 22 stycznia 1926 roku gmina została przyłączona do powiatu wołożyńskiego w tymże województwie. 
Po wojnie obszar gminy Pierszaje został odłączony od Polski i włączony do Białoruskiej SRR.